# Bannost-Villegagnon
Bannost-Villegagnon è un comune francese di 634 abitanti situato nel dipartimento di Senna e Marna, nella regione dell'Île-de-France.

## Società

### Evoluzione demografica
Abitanti censiti